# Olympische Sommerspiele 2004/Radsport – Einzelzeitfahren Straße (Männer)
Das Einzelzeitfahren der Männer bei den Olympischen Spielen 2004 in Athen fand am 18. August 2004 statt. Aufgrund einer nachträglichen Disqualifikation wurde der zunächst zweitplatzierte Russe Wjatscheslaw Jekimow zum Olympiasieger vor dem US-Amerikaner Bobby Julich und dem Australier Michael Rogers.
Unter dem Einsatz von Dopingmitteln war der US-Amerikaner Tyler Hamilton vor Ort die schnellste Zeit gefahren und ihm so die Goldmedaille verliehen worden. Erst 2012 wurde er disqualifiziert, die Ergebnisse angepasst.
Jekimow konnte damit nachträglich seinen Titel als Olympiasieger in dieser Disziplin verteidigen und seine insgesamt dritte Goldmedaille erringen. Für Julich waren die Spiele in Athen die einzigen seiner Karriere und die Silbermedaille der größte Triumph. Auch für „Mick“ Rogers bedeutete die Medaille den Höhepunkt seiner jedoch noch längeren Olympiakarriere.
Das Abschneiden der deutschen Athleten Michael Rich, amtierender deutscher Zeitfahrmeister, und Jan Ullrich, Silbermedaillist von 2000, blieb mit dem bis zu Hamiltons Disqualifikation zunächst fünften bzw. siebten Platz wie bereits im Straßenrennen vier Tage zuvor hinter den Erwartungen der Beobachter.
Für die Schweiz errang Fabian Cancellara den zunächst zehnten und Rubens Bertogliati den zunächst 27. Platz.
Österreich hatte, wie bei den Frauen, keine Athleten für das Einzelzeitfahren entsendet.
Ebenfalls wegen Dopings war bereits kurz vor den Spielen von Athen dem bis dahin amtierenden Weltmeister David Millar der Titel aberkannt worden, sodass der spätere Bronzemedaillist Rogers in Athen als Weltmeister an den Start ging.

## Streckenverlauf
Start und Ziel der Einzelzeitfahrwettbewerbe der Frauen und Männer war das Vouliagmeni Olympic Centre, einer provisorischen Tribüne für 3.600 Zuschauer, welches auch für die Triathlonwettbewerbe genutzt wurde.
Die eigentliche Rennstrecke war ein Teilstück der Nationalstraße 91 (vergleichbar mit einer deutschen Bundesstraße) und frei zugänglich. Sie führte vornehmlich durch die Gemeinde Vouliagmeni und wurde durch einen Wendepunkt in den südlichen Ausläufern der Gemeinde Kropia nach 12 km halbiert. Die Männer hatten die Strecke doppelt abzufahren.

## Titelträger
| Olympiasieger | Wjatscheslaw Jekimow | Sydney 2000   |
| Weltmeister   | Michael Rogers       | Hamilton 2003 |

## Ergebnisse
18. August 2004, Start: 15:00 Uhr Ortszeit (14:00 Uhr MESZ)
| Rang | Athlet                    | Nation             | Zeit (Std.) |
| ---- | ------------------------- | ------------------ | ----------- |
| 1    | Wjatscheslaw Jekimow      | Russland           | 0:57:50,58  |
| 2    | Bobby Julich              | Vereinigte Staaten | 0:57:58,19  |
| 3    | Michael Rogers            | Australien         | 0:58:01,67  |
| 4    | Michael Rich              | Deutschland        | 0:58:09,46  |
| 5    | Alexander Winokurow       | Kasachstan         | 0:58:58,14  |
| 6    | Jan Ullrich               | Deutschland        | 0:59:02,04  |
| 7    | Santiago Botero           | Kolumbien          | 0:59:04,76  |
| 8    | Igor González de Galdeano | Spanien            | 0:59:27,25  |
| 9    | Fabian Cancellara         | Schweiz            | 0:59:42,38  |
| 10   | Jurij Kriwzow             | Ukraine            | 0:59:49,40  |
| 11   | Christophe Moreau         | Frankreich         | 0:59:50,28  |
| 12   | Marc Wauters              | Belgien            | 0:59:59,63  |
| 13   | Michal Hrazdíra           | Tschechien         | 1:00:07,23  |
| 14   | Víctor Hugo Peña          | Kolumbien          | 1:00:09,89  |
| 15   | José Iván Gutiérrez       | Spanien            | 1:00:22,80  |
| 16   | René Andrle               | Tschechien         | 1:00:27,29  |
| 17   | Eric Wohlberg             | Kanada             | 1:00:31,49  |
| 18   | Peter Van Petegem         | Belgien            | 1:00:35,73  |
| 19   | Frank Høj                 | Dänemark           | 1:00:37,49  |
| 20   | Thomas Dekker             | Niederlande        | 1:00:38,05  |
| 21   | László Bodrogi            | Ungarn             | 1:00:44,31  |
| 22   | Serhij Hontschar          | Ukraine            | 1:01:00,47  |
| 23   | Eugen Wacker              | Kirgisistan        | 1:01:21,10  |
| 24   | Sérgio Paulinho           | Portugal           | 1:01:25,63  |
| 25   | Benoît Joachim            | Luxemburg          | 1:01:50,46  |
| 26   | Rubens Bertogliati        | Schweiz            | 1:02:16,56  |
| 27   | Kurt Asle Arvesen         | Norwegen           | 1:02:21,28  |
| 28   | Jewgeni Petrow            | Russland           | 1:02:50,32  |
| 29   | Stuart Dangerfield        | Großbritannien     | 1:03:00,72  |
| 30   | Dawid Krupa               | Polen              | 1:03:07,05  |
| 31   | Thor Hushovd              | Norwegen           | 1:03:10,36  |
| 32   | Heath Blackgrove          | Neuseeland         | 1:03:20,11  |
| 33   | Thomas Lövkvist           | Schweden           | 1:03:43,70  |
| 34   | Gorazd Štangelj           | Slowenien          | 1:03:45:84  |
| 35   | Matej Jurčo               | Slowakei           | 1:04:22,58  |
| 36   | Sławomir Kohut            | Polen              | 1:06:19,29  |
| –    | Andrei Kaschetschkin      | Kasachstan         | DNF         |
| –    | Robert Hunter             | Südafrika          | DNS         |
| –    | Filippo Pozzato           | Italien            | DNS         |
| 1    | Tyler Hamilton            | Vereinigte Staaten | DSQ         |